# Rutabaga
Brassica napus subsp. rapifera
Sous-espèce
Synonymes
- Brassica campestris subsp. napobrassica (L.) Schübl. & G. Martens
- Brassica napobrassica (L.) Mill.
- Brassica napus subsp. napobrassica (L.) Jafri
- Brassica napus var. napobrassica (L.) Döll
- Brassica napus subsp. rapifera Metzg. ex Sinskaya
- Brassica oleracea var. napobrassica L.

Classification APG II (2003)
Le rutabaga  (Brassica napus subsp. rapifera), encore appelé navet fourrager, navet ou navet jaune au Canada, chou-navet, chou de Siam, chou suédois, est une sous-espèce de plante à fleurs  appartenant à la famille des Brassicacées, comme le colza (Brassica napus subsp. napus), le navet ou le radis . C'est un légume-racine ou encore une rave.
L'espèce Brassica napus (n = 19 chromosomes) résulterait de la fusion de deux génomes : Brassica oleracea (choux potagers, n = 9) × Brassica rapa (navet, choux de Chine, n = 10). À cette espèce appartiennent, entre autres, les choux-navets (et rutabagas), les choux sibériens et le colza. Toutes ces plantes se croisent donc entre elles spontanément.
Les choux-navets sont cultivés pour leur racine blanche ou jaune destinée à l’alimentation animale et humaine. On réserve parfois le nom de rutabaga au chou-navet à chair jaune qui est généralement considéré comme le meilleur pour l’alimentation humaine. Les autres variétés sont à chair blanche.
Étant originaire de l'Europe du Nord, son nom vient du mot suédois dialectal rotabagge pour le rutabaga (littéralement « racine boule/motte ») .
Le chou-navet ne doit pas être confondu avec le chou-rave (Brassica oleracea gongyloïdes) dont la boule comestible qui reste au-dessus du sol provient non pas de l'ensemble de la souche mais de l'hypertrophie du collet, ni avec le navet (Brassica rapa) dont la boule comestible est demi-enterrée comme celle du chou-navet.

## Description
C'est une plante, fourragère ou potagère (selon la maturité de la racine).
Sa racine (qui est plus précisément une souche tubérisée) ressemble beaucoup à celle du navet mais s'en distingue par un collet généralement plus fuselé, une forme généralement plus arrondie et la coloration externe rouge violacée (voire verte) de sa partie supérieure, alors que certaines variétés de navet présentent des racines entièrement blanches. À noter que seule la souche tubérisée du rutabaga permet de le distinguer du colza, ces deux taxons (par ailleurs mellifères) appartenant à la même espèce. Le feuillage est lisse et pâle, presque blanchâtre (celui du navet est vert franc, gaufré et rude au toucher).

### Variétés
Il existe plusieurs variétés de rutabaga qui se distinguent par la couleur externe de leur racine. Ainsi, pourvue d'une racine rouge violacée dans sa partie supérieure, la variété Champion jaune à collet rouge est principalement cultivée pour l'alimentation du bétail. Toutefois, consommée jeune, elle se révèle une excellente plante potagère. Ce qui s'avère être aussi le cas pour la variété Wilhelmsburger jaune à collet vert dont la partie supérieure de la souche est verdâtre.
Plus de quarante variétés sont inscrites au catalogue européen et trois au catalogue français.

## Historique
Le rutabaga est apparu en Scandinavie à la fin du Moyen Âge, comme le corrobore son autre nom de navet de Suède (Swede simplement en anglais britannique). À la fin du XVIIe siècle, il est connu dans toute l'Europe tempérée où il entre dans les nouvelles rotations culturales sans jachère, surtout comme plante fourragère sarclée ; la betterave fourragère (Futterrübe) apparait vers 1750 en Rhénanie et remplacera les raves comme fourrage. Il a été utilisé dans la marine pour lutter contre le scorbut.
Au Canada, c'était un des légumes de base, avec les pommes de terre et les carottes, avant l'avènement des importations hivernales des pays plus chauds. En effet, il est facile à conserver tout l'hiver en cave. Il reste un aliment très populaire de nos jours.
En Europe, il est élevé au rang d'aliment de base pour l'être humain, durant les deux guerres mondiales et jusqu'en 1949 en Allemagne, comme le chou-rave, le seigle et le topinambour. Toutes ces plantes se conservent bien en hiver, poussent assez bien sans apport d'engrais et leurs semences sont faciles à reproduire, ce qui comptait dans les économies en guerre.
En Allemagne on incita les ménagères à concocter toutes sortes de recettes à base de rutabagas : ragoût traditionnel (Steckrübeneintopf), soupe, gâteaux, confiture, soufflés, choucroute et même café au point qu'en hiver les menus ne comportaient que des plats de rutabaga matin, midi et soir. Par dérision, il était parfois estampillé « Ananas de Prusse-Orientale » ou « Ananas du Mecklembourg ». Il en garda une réputation désastreuse.
Le rutabaga était un légume détesté par les soldats allemands, en zones occupées pendant la Seconde Guerre mondiale, qui en avaient été dégoûtés pendant la Première Guerre mondiale, puisque à cause du blocus, c'était l'un des seuls légumes disponibles, consommé jusqu'à l'écœurement. Donc ce légume n'était pas réquisitionné dans les pays occupés. Étant disponible il a donc été consommé en abondance par les populations de ces pays, auxquelles il a laissé un souvenir peu plaisant qui a, pendant des décennies, nui à sa consommation. De plus, par prudence, on avait surtout cultivé des variétés fourragères au goût peu apprécié mais dont le risque de réquisition était nul et le rendement important. D'ailleurs il était avantageux de donner le feuillage aux ruminants et les surplus de racines après cuisson aux cochons.
De nos jours, en Europe, il est essentiellement cultivé dans les potagers et en agriculture biologique et biodynamique pour ses vertus alimentaires, médicinales (voir section vertus médicinales) et gastronomiques (parfum atypique).

## Culture

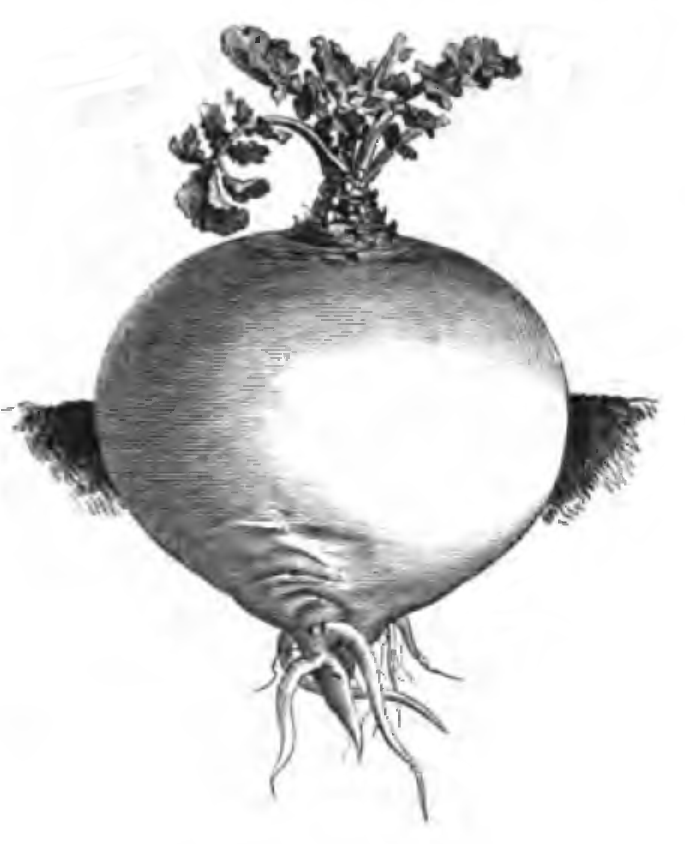
Rutabaga à collet vert Vilmorin-Andrieux 1883.

Adapté aux régions tempérées, il supporte un gel modéré (jusqu'à - 11° pour les variétés ordinaires et encore moins pour le chou-navet de Laponie) pourvu que le sol soit bien drainé. Le semis précoce se fait en pleine terre. La levée a lieu dès la fin du gel. Le repiquage (profond) se fait quand la plante est formée. Il était surtout cultivé à grande échelle dans les régions à climat océanique voire brumeux : Îles britanniques, Scandinavie, Pays-Bas, Nord de l'Allemagne et Nord-Ouest de la Russie, Grand-Ouest en France et de préférence en terres fortes et compactes qu'il contribuait à améliorer. Les soins consistent en binages et sarclages. Il peut continuer à pousser en hiver doux. Le rendement peut dépasser 50 tonnes/hectare.
La mouche du chou et les altises en sont les principaux  ravageurs.

## Utilisation

### Alimentation animale
Les variétés fourragères étaient et sont encore parfois utilisées pour l'alimentation des bovins et des ovins au pâturage (feuillage et partie hors-terre de la racine). Pâturable jusqu'en février, bien qu'à ce moment le feuillage ait perdu sa valeur, le rutabaga constitue une réserve sur pied en sol de bonne portance. Il est très apprécié des chevaux mais attention à la météorisation. En conditions très difficiles, il était préféré à la betterave fourragère, de rendement généralement supérieur mais de culture délicate ; en conditions normales ou difficiles, son rendement est supérieur à ceux des navets et radis fourragers. La conservation des racines après décolletage en silo enterré, abrité et aéré est facile, mais la plante n'est plus guère adaptée aux impératifs actuels de l'élevage.
C'est aussi une plante mellifère.

### Légume
- Conservation en terre jusqu'en février[Où ?]

- Conservation en cave ou chambre froide : se conserve deux mois en chambre froide à 1 °C ; en silo dans du sable ou de la tourbe si la température n'excède pas 10 °C.[réf. nécessaire]
- Consommation : c'est un légume d'automne et d'hiver qui peut se consommer cru[2]; on le cuit le plus souvent.
- Préparation : gratter et éplucher les rutabagas, enlever le cœur s'il est brun. Ce légume s'emploie comme le navet, cependant il doit cuire deux fois plus longtemps. On le prépare cuit à la vapeur ou en purée, dans des potages ou en ragoûts. Couper en morceaux peu épais et les faire bouillir dans de l'eau légèrement salée jusqu'à ce que le rutabaga soit tendre.
- Cuisine :
  - En purée, avec œufs, cannelle, muscade, beurre, sucre ou miel.
  - En gratin (plat traditionnel de Noël de Finlande) : cuit à la vapeur, mixé avec chapelure trempée dans du lait et de la crème fraîche, œuf, sirop (d'érable, par exemple), gingembre, cannelle, muscade et poivre blanc.
  - En morceaux, en frites (la teneur en sucre et le mode de cuisson donnent un goût caramélisé) ou en soupe de légumes (avec un peu de miel ou de mélasse).
- Peut être ajouté au pot-au-feu et au couscous dont il varie agréablement les saveurs .
- Au Portugal, appelées grelos, les fanes et fleurs sont très appréciées, principalement cuites avec le riz.
- En Écosse c'est un des ingrédients du haggis[2].

### Vertus médicinales
En raison de sa richesse en fibres et en potassium, il est diurétique et réduit les chances d'hypocitraturie. Ses propriétés diurétiques permettent de lutter contre l’hypertension artérielle et l’insuffisance cardiaque
Ce serait également un laxatif, digestif, reminéralisant, désinfectant intestinal et un encombrant intestinal.[réf. nécessaire]
Le rutabaga est un facteur favorisant et étiologique de goitre simple[réf. nécessaire].

### Folklore
On creuse les racines comme lanternes d'Halloween en Irlande et en Écosse.

### Caractéristiques diététiques

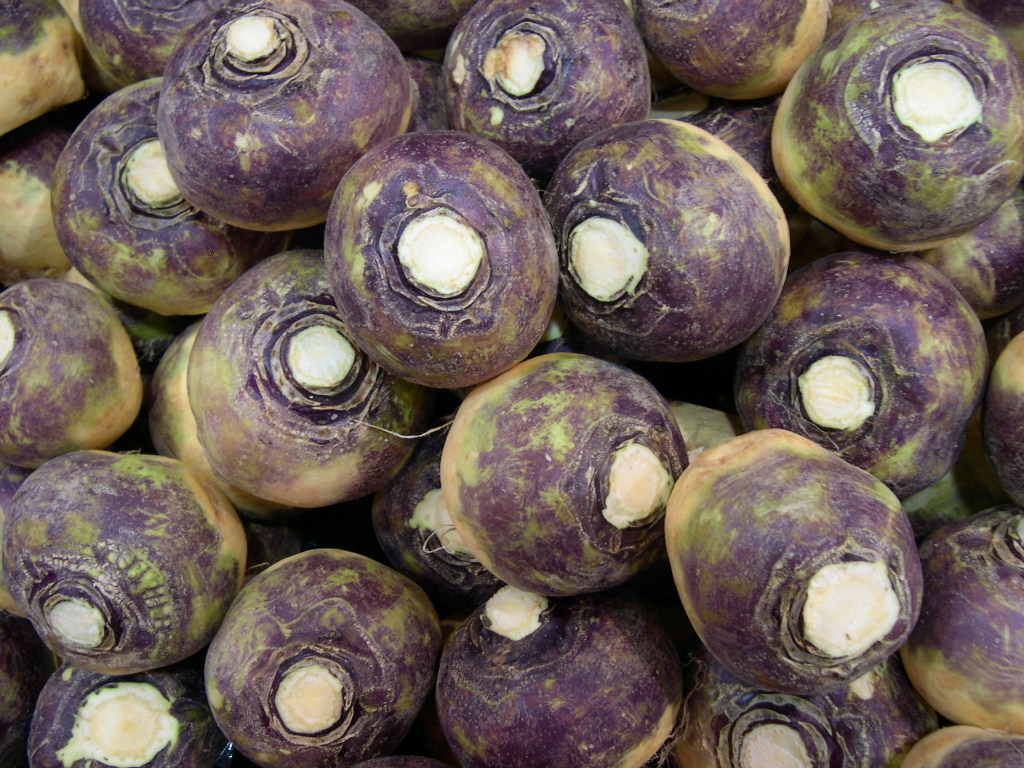
Rutabagas.

Ce légume est composé, cru (pour 100 g) de :
- Calories : 36 kcal
- Protéines : 1,2 g
- Glucides : 8,13 g
- Fibres : 2.40 g
- Potassium : 233 mg
- Phosphore : 58 mg
- Calcium : 47 mg
- Magnésium : 23 mg
- Sodium : 20 mg
- Fer : 0,52 mg
- Zinc : 0,34 mg
- Manganèse : 0,17 mg
- Cuivre : 0,04 mg
- Provitamine A (Bêta-carotène) : 25 mg
- Vitamine C : 0,7 mg
- Vitamine A (rétinol) : 0,3 mg
- Vitamine B1 (thiamine) : 0,16 mg
- Vitamine B2 : 0,1 mg
- Vitamine E (alpha-tocophérole) : 0,09 mg
- Vitamine D (micrograms) : 0,04 mg

Il est donc riche en  potassium, calcium, magnésium, phosphore. Ses 10,5 % de matières sèches se décomposent en 7,5 % de glucides, 1,5 % de fibres alimentaires, 1 % de protides, 0,5 % de lipides. Le rutabaga apporte en moyenne 34 kcal/100 g.